# Pietro Giordani
Pietro Giordani (ur. 1 stycznia 1774 w Piacenzy, zm. 2 września 1848 w Parmie) – włoski pisarz. Kształcił się w kierunkach filozoficznych oraz prawie. Był benedyktynem, jednakże w roku 1803 powrócił do stanu świeckiego. W latach 1808–1815 piastował urząd sekretarza Akademii Sztuk Pięknych w Bolonii. Wygnany z Piacenzy w roku 1824 za swoje wolnomyślne poglądy, udał się do Florencji, skąd został przepędzony w roku 1830, i udał się do Parmy. Był estetą, pisarzem listów, panegirystą i pamflecistą politycznym. Utwory jego są dość liczne, jednakże stosunkowo krótkie. Należał do odnowicieli czystego stylu włoskiego.

## Twórczość

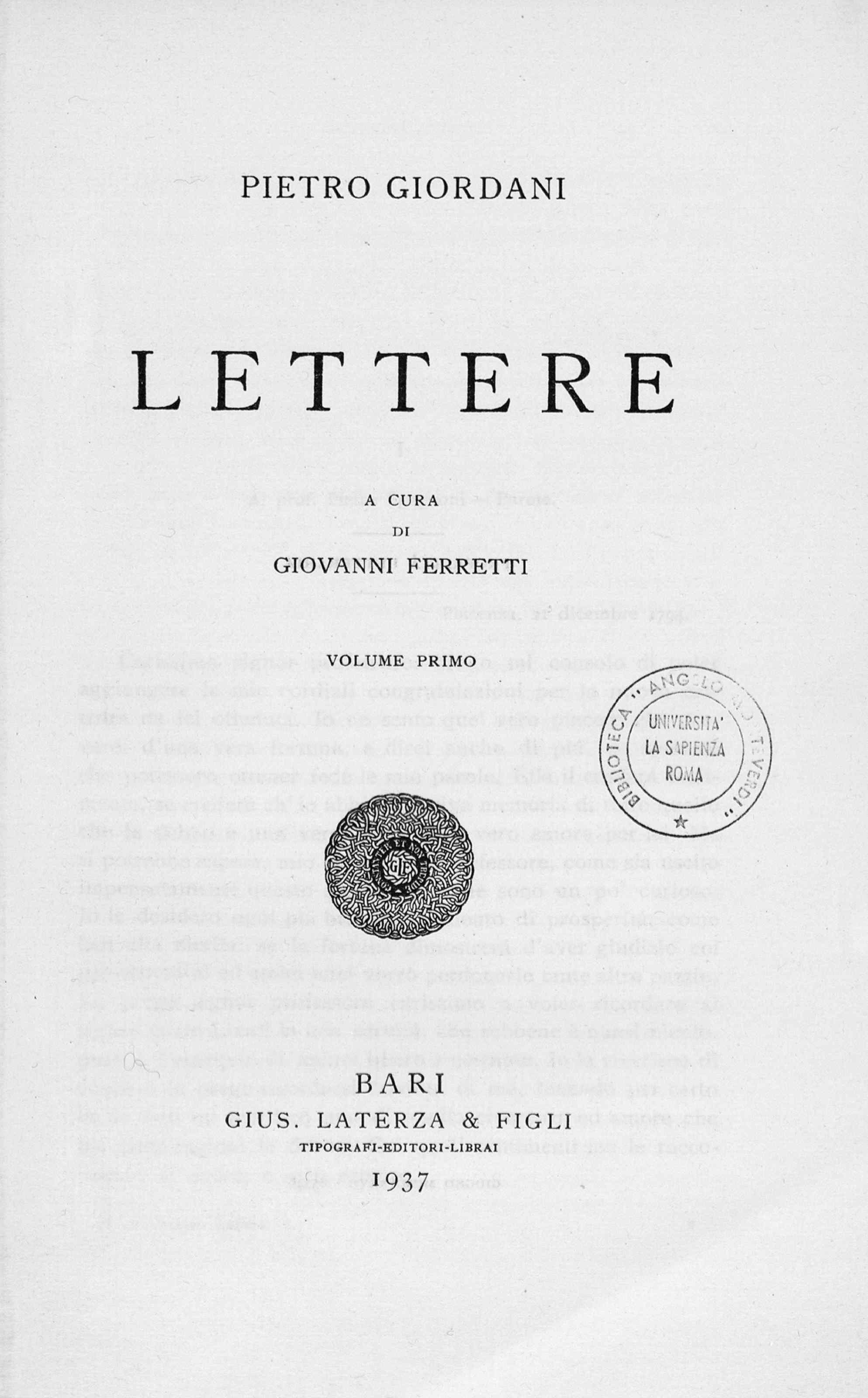
Lettere e carteggi

- 1806: Descrizione del Foro Bonaparte
- 1807: Sullo stile poetico del signor marchese di Montrone
- 1807: Panegirico alla sacra maestà di Napoleone
- 1810: Sulla vita e sulle opere del cardinal Sforza Pallavicino
- 1810: Panegirico ad Antonio Canova
- 1811: Sopra un dipinto del cav. Landi e uno del cav. Camuccini
- 1815: Discorso per le tre legazioni riacquistate dal papa
- 1816: L’Alicarnasso del Mai
- 1832: Sopra tre poesie dipinte a fresco
- 1845: Proemio al terzo volume delle opere di Giacomo Leopardi